# Раш, Герман
Герман Раш (нем. Hermann Rasch; 26 августа 1914, Вильгельмсхафен — 10 июня 1974, Гамбург) — немецкий офицер-подводник, капитан-лейтенант (1 марта 1942 года).

## Биография
1 июля 1935 года поступил на флот фенрихом. 1 апреля 1937 года произведён в лейтенанты, а через два года — в оберлейтенанты.

## Вторая мировая война
В апреле 1940 года переведён в подводный флот. С сентября 1940 года 1-й вахтенный офицер на подлодке U-106 капитана Э. Йюргена.
20 октября 1941 года назначен командиром подлодки U-106, на которой совершил 5 походов (проведя в море в общей сложности 260 суток) в основном в Северную и Западную Атлантику. Наиболее успешным для Раша стал его второй поход, во время которого он потопил в течение 3 дней 2 крупных судна водоизмещением 10 354 и 15 355 брт.
29 декабря 1941 года награждён Рыцарским крестом Железного креста. С 1 марта 1942 — капитан-лейтенант.
Всего за время военных действий Раш потопил 12 судов общим водоизмещением 78 553 брт и повредил 2 судна водоизмещением 12 885 брт.
С апреля 1943 года служил офицером Адмирал-штаба в ОКМ, а в июне 1944 года переведен 4-м офицером Адмирал-штаба в штаб командующего подводным флотом.
В октябре 1944 года назначен командиром малого боевого соединения, в состав которого вошли малотоннажные подлодки типа «Зеехунд» и «Бибер». В мае 1945 года сдался союзникам.
После освобождения в 1946 году работал журналистом в различных печатных изданиях в Гамбурге, Берлине, Дюссельдорфе.

## Боевая карьера
| Дата            | Название корабля    | Флаг           | Водоизмещение | Результат |
| --------------- | ------------------- | -------------- | ------------- | --------- |
| 28 октября 1941 | King Malcolm        | Великобритания | 5,120         | Потоплен  |
| 30 октября 1941 | USS Salinas (AO-19) | США            | 8,246         | Повреждён |
| 24 января 1942  | Empire Wildebeeste  | Великобритания | 5,631         | Потоплен  |
| 26 января 1942  | Traveller           | Великобритания | 3,963         | Потоплен  |
| 30 января 1942  | Rochester           | США            | 6,836         | Потоплен  |
| 3 февраля 1942  | Amerikaland         | Швеция         | 15,355        | Потоплен  |
| 6 февраля 1942  | Opawa               | Великобритания | 10,354        | Потоплен  |
| 5 мая 1942      | Lady Drake          | Канада         | 7,985         | Потоплен  |
| 21 мая 1942     | Faja de Oro         | Мексика        | 6,067         | Потоплен  |
| 26 мая 1942     | Carrabulle          | США            | 5,030         | Потоплен  |
| 27 мая 1942     | Atenas              | США            | 4,639         | Повреждён |
| 28 мая 1942     | Mentor              | Великобритания | 7,383         | Потоплен  |
| 1 июня 1942     | Hampton Roads       | США            | 2,689         | Потоплен  |
| 11 октября 1942 | Waterton            | Великобритания | 2,140         | Потоплен  |

## Награды
- Испанский крест в бронзе без мечей (6 июня 1939)
- Железный крест 2-го класса
- Железный крест 1-го класса (11 июля 1941)
- Рыцарский крест Железного креста (29 декабря 1942)
- Упоминался в «Вермахтберихт» (7 февраля 1942)